# Anna Wood
Anna Wood, född den 22 juli 1966 i Roermond, Nederländerna, är en nederländsk och därefter australisk kanotist.
Hon tog OS-brons i K-2 500 meter i samband med de olympiska kanottävlingarna 1988 i Seoul.
Hon tog OS-brons igen på samma distans i samband med de olympiska kanottävlingarna 1996 i Atlanta.
Hon är gift med Steven Wood.